# مسجد صالح كمبة
مسجد صالح كمبوه (الأردية: صالح کمبوہ مسجد) هو مسجد يقع في لاهور في مقاطعة البنجاب الباكستانية. بى محمد صالح كمبة المسجد، وهو مؤرخ البلاط في عهد السلطان المغولي شاه جهان. على الرغم من أن المسجد بُني في عهد أورنجزيب، إلا أنه يتضمن سمات العمارة الشاهجهانية.

## الخلفية
كان محمد صالح كمبة خطاطًا ومؤرخًا للبلاط في عهد السلطان المغولي شاه جهان. وقد نُسب إليه تأليف كتاب "شاه جهان نامه"، وهو سيرة ذاتية لشاه جهان. بالإضافة إلى كونه قائدًا لخمسمائة جندي، فقد شغل أيضًا منصب حاكم إقليم البنجاب. وفقًا للسجلات التاريخية، فقد توفي أثناء القتال في عهد حاكم البنغال إسلام خان الثاني. بنى صالح كمبة المسجد في عام 1659 م.

## العمارة

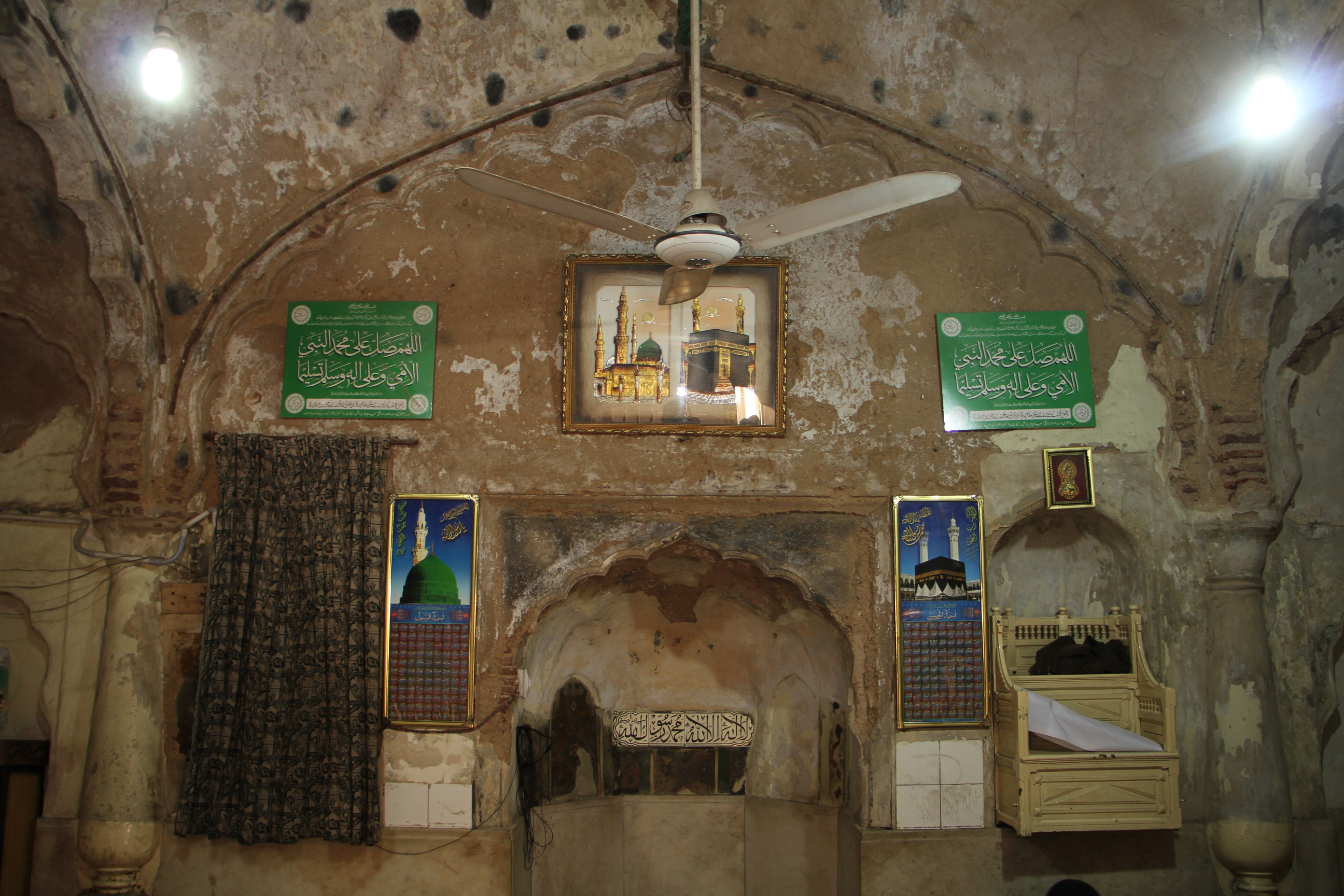
قاعة الصلاة في المسجد

على الرغم من أن المسجد بُني في عهد السلطان المغولي أورنجزيب، إلا أن السمات المعمارية لعصر شاه جهاني موجودة في المسجد؛ وتشمل هذه الزخارف العربية الزهرية، والكاشي المتشابك، والأعمال الجدارية، والأقواس المتعددة الفصوص في الجزء الداخلي من المسجد. يحتوي المسجد على ثلاث قباب. ورغم أن الواجهة رُممت ، إلا أنها لا تزال تحمل نقش اسم المسجد. وكتبت صحيفة باكستان توداي [الإنجليزية] أن الجدران الداخلية كانت مزينة ذات يوم مثل جدران مسجد وزير خان ومسجد السنهري.
كتب راي بهادور كانهايالال في كتابه طريق لاهور:
يقع هذا المسجد الرائع داخل بوابة موشي. من يدخل المدينة عبرها يجد هذا المبنى الرائع والملون مباشرةً من بوابة موتشي. كان هذا المسجد الصغير في يوم من الأيام جامعًا وجميلًا للغاية.

## العناية بالمسجد
وتتولى هيئة محلية، وهي بوابة أنجمان تاجران موتشي، مسؤولية صيانة المسجد. أعلنت إدارة الآثار في إقليم البنجاب المسجد معلمًا محميًا. وهناك أيضًا محلات تعدي على حرم المسجد.